# Mount Scott Conservation Park
Mount Scott Conservation Park är en park i Australien. Den ligger i delstaten South Australia, omkring 250 kilometer sydost om delstatshuvudstaden Adelaide.
Trakten runt Mount Scott Conservation Park är nära nog obefolkad, med mindre än två invånare per kvadratkilometer.. Närmaste större samhälle är Keilira, omkring 13 kilometer nordost om Mount Scott Conservation Park.
Trakten runt Mount Scott Conservation Park består till största delen av jordbruksmark. Genomsnittlig årsnederbörd är 688 millimeter. Den regnigaste månaden är juni, med i genomsnitt 124 mm nederbörd, och den torraste är december, med 12 mm nederbörd.